# Eois undulosata
Eois undulosata là một loài bướm đêm trong họ Geometridae.